# Liste de lacs de l'Antarctique
Il y a de nombreux lacs en Antarctique. Bien que recouvert en quasi-totalité d'une couche de glace, l'Antarctique possède cependant de nombreux lacs (plus de 400 ont été listés en 2009), le plus souvent dans des vallées situées près des côtes. Les plus grands lacs sont néanmoins des lacs subglaciaires, enfouis sous plusieurs kilomètres de glace.
Cette liste inclut les lacs situés au sud du 60e parallèle sud (continent et îles antarctiques) qui possèdent un nom référencé par l'United States Geological Survey ou le Scientific Committee on Antarctic Research.

## Liste

### Continent antarctique

#### Lacs subglaciaires

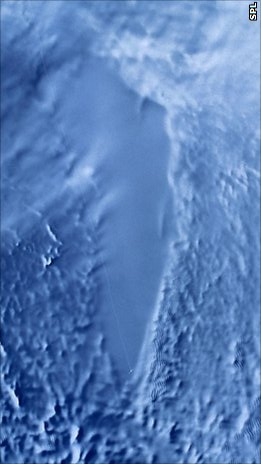
Vue satellite du lac Vostok, plus grand lac d'Antarctique. Il s'agit d'une image radar permettant de voir la surface du continent sous la couche de glace.

Le continent antarctique possède de nombreux lacs subglaciaires, étendues d'eau liquide protégées de la surface sous une épaisseur de glace. Plus de 145 ont été découverts.
- Lac Sovetskaïa (1 600 km2), premier lac sous-glaciaire identifié en Antarctique en 1970 près de la station russe éponyme
- Lac de 90 degrés est (2 000 km2)
- Lac Concordia
- Lac Ellsworth (30 km2)
- Lac Vostok (15 690 km2)
- Lac Whillans (60 km2)

#### Vallées sèches

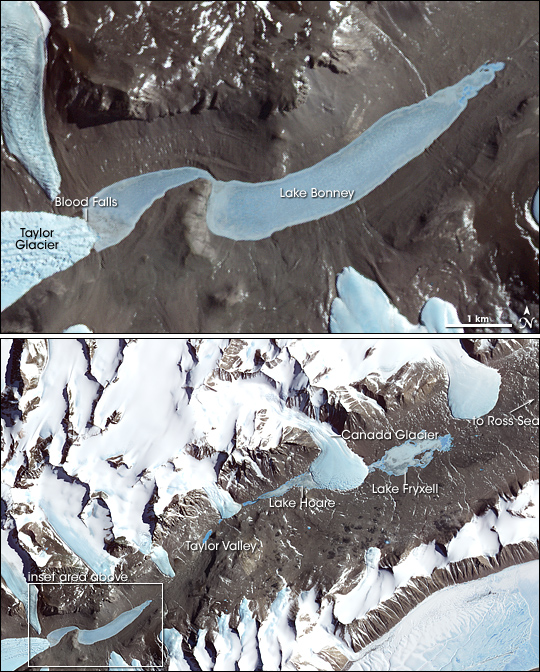
Vue satellite annotée de la vallée Taylor, le lac Bonney étant présenté dans une section agrandie.

Les vallées sèches de McMurdo sont un ensemble de vallées près du détroit de McMurdo. Elles contiennent plusieurs lacs, généralement de très forte salinité.
- Vallée Balham :
  - Lac Balham

- Vallée Barwick :
  - Lac Vashka
  - Lac Webb

- Vallée Garwood :
  - Lac Garwood

- Vallée Miers :
  - Lac Miers

- Vallée Pearse :
  - Lac Joyce

- Vallée Taylor :
  - Cascades de Sang
  - Lac Booney (4,3 km2)
  - Lac Fryxell (7,8 km2)
  - Lac Hoare (1,94 km2)
  - Lac Tchad (0,15 km2)
  - Lac Parera

- Vallée Victoria :
  - Lac Vida (6,8 km2)

- Vallée Wright :
  - Lac Anvil
  - Lac Brownworth
  - Lac Bull
  - Lac Canopus
  - Lac Don Juan (0,03 km2)
  - Lac Vanda (5,2 km2)

#### Autres lacs
- Lac Ablation
- Lac Algae
- Lac Alph
- Lac Amphithéatre
- Lac Beaver
- Lac Boeckella
- Lac Bouddha
- Lac Braunsteffer
- Lac Bullseye
- Lac Camp
- Lacs Chancellor
- Lac Chapman
- Lac Club
- Lac Colleen
- Lac Collerson
- Lac Cowan
- Lac Dingle
- Lac Dlinnoïe
- Lac Don Quichotte
- Lac Discovery
- Lac Eggers
- Lac Gadarene
- Lac Gloubokoïe
- Lac Hope
- Lac House
- Lac Howchin
- Lac Karentz
- Lac Keyhole
- Lac Krok
- Lac Jabs
- Lac Jennings
- Lac Lagernoïe
- Lac Lee
- Lac Lookout
- Lacs Mahaka
- Lac Matsumoto
- Lac Morning
- Lac Nostoc
- Lac Ober-See
- Lac Péwé
- Lac Podprudnoïe
- Lac Porkchop
- Lac Prilednikovoïe
- Lacs Pyramid
- Lac Radok
- Lacs Richardson
- Lac Roaring
- Lac Sablier
- Lac Sbrosovoïe
- Lac Simmons
- Lac Smith
- Lac Stinear
- Lac Thomas
- Lac Trough
- Lac Untersee
- Lac Vereteno
- Lac Victoria
- Lac Walcott
- Lac Ward
- Lac Wilson
- Lac Zapadnoïe
- Lac Zub
- Lac Zvezda

### Îles antarctiques

#### Orcades du Sud
Les îles Orcades du Sud sont un archipel de l'océan Austral.
- Île Signy :
  - Lac Amos
  - Lac Bothy
  - Lac Changeant
  - Lac Emerald
  - Lac Gneiss
  - Lac Heywood
  - Lac Knob
  - Lac Light
  - Lac Moss
  - Lac Orwell
  - Lac Pumphouse
  - Lac Sombre
  - Lac Spirogyra
  - Lac Tioga
  - Lac Tranquil
  - Lac Twisted

#### Ross
L'archipel de Ross est un groupe d'îles fermant le détroit de McMurdo.
- Île Black :
  - Lac Cole

- Île de Ross :
  - Lac Algal
  - Lac Bleu
  - Lac Caché
  - Lac Clear
  - Lac Coast
  - Lac Green
  - Lac Heart
  - Lac Island
  - Lac Pony
  - Lac Profond
  - Lac Skua
  - Lac Starr
  - Lac Sunk
  - Lac Terrace

#### Shetland du Sud
Les îles Shetland du Sud sont un archipel antarctique situé à 120 km au nord de la péninsule Antarctique.
- Île de la Déception :
  - Lac Cratère
  - Lac Kroner
  - Lac Relict

- Île Livingston :
  - Lac Midge

- Île du Roi-George :
  - Lac Kitej
  - Lac Long
  - Lac Petrel
  - Lac Profond
  - Lac Slalom

#### Autres îles

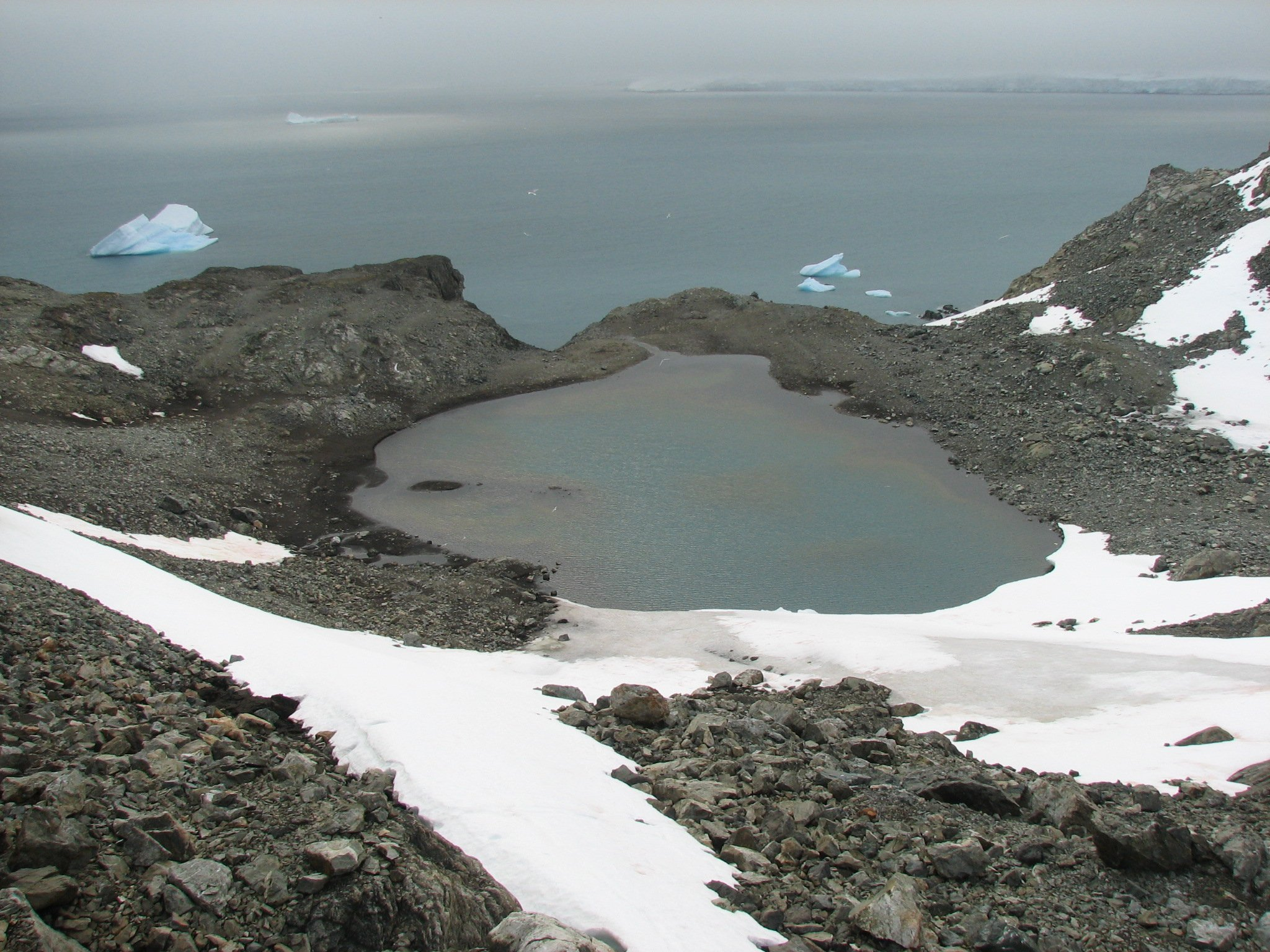
Le Sea Lion Tarn, petit étang glaciaire sur la côte de l'île Alexandre-Ier.

- Île Alexandre-Ier :
  - Lac Hodgson (subglaciaire)
  - Lac Moutonnée
  - Lac Secret

- Île Ongul :
  - Lac Ō-ike

- Île Ongul orientale :
  - Lac Kamome
  - Lac Minami
  - Lac Tarachine